# X Ambassadors
X Ambassadors (також стилізується як XA) — американський рок-гурт із Ітаки, Нью-Йорк. На цей момент до складу гурту входять: ведучий вокаліст Сем Гарріс, клавішник Кейсі Гарріс та барабанщик Адам Левін. Найвідоміші пісні: «Jungle», «Renegades» і «Unsteady».

## Історія

### 2009—2012:Ambassadors EPіLitost
Спершу гурт називався просто Ambassadors й гастролював разом з Лайтс Бокан. За цей час Ambassadors випустили свій дебютний однойменний міні-альбом та створили кліп для сингла «Tropisms». Через деякий час світ побачив їхній дебютний альбом Litost. Пісня «Litost» з цього альбому пізніше стала саундтреком до фільму «Гостя». 2012 року гурт підписав контракт з музичним видавництвом SONGS Music Publishing.
Imagine Dragons помітили X Ambassadors, коли фронтмен гурту Ден Рейнольдс почув акустичну версію «Unconsolable» на 96X WROX-FM.

### 2013—2014:Love Songs Drug Songs EPіThe Reason EP
У 2013 році гурт випустив міні-альбом Love Songs Drug Songs. До нього увійшов трек «Stranger», написаний Деном Рейнольдсом. Для просування альбому гурт гастролював як підтримка разом з гуртом Imagine Dragons. 2014 року вийшов другий мініальбом The Reason. Після чого X Ambassadors підтримували Panic! At the Disco в турах.

### 2015—2016:VHSі співробітництво з The Knocks
30 червня 2015 року вийшов студійний дебютний VHS, який складався з 20 треків. Під час запису гурт співпрацював з Jamie N Commons і Imagine Dragons.
X Ambassadors співпрацювали з The Knocks, записавши спільний трек «Comfortable», який був створений ще у 2013 році в рамках альбому 55, що вийшов у березні 2016. Пізніше, в жовтні 2016 року, вони записали нову пісню «Heat».

## Учасники гурту
Поточний склад
- Сем Гарріс — ведучий вокал, гітара, саксофон, перкусія (2009-теперішній час)
- Кейсі Гарріс — піаніно, клавішні, бек-вокал (2009-теперішній час)
- Адам Левін — барабани, перкусія (2009-теперішній час)

Колишні учасники
- Ной Фелдшох — ведуча гітара, бек-вокал (2009—2015)